# Бията, Яков Леонтьевич
Яков Леонтьевич Бията (1921 — ?) — советский сельскохозяйственный деятель. Лейтенант Красной армии. Участник Великой Отечественной войны. Председатель колхоза имени Ленина. Герой Социалистического Труда (1971).

## Биография
Яков Бията родился в 1921 году в селе Богатырь (ныне Великоновоселковский район, Донецкая область, Украина). В 1939 году окончил школу и поступил в техникум. С сентября 1940 года служил в Красной армии. С июля 1941 года участвовал в Великой Отечественной войне, принимал участие в обороне Киева и битве за Москву. 7 ноября 1941 года участвовал в параде на Красной пощаде. В декабре 1942 года получил ранение, после выздоровления занял должность командира взвода управления 1898-го самоходного артиллерийского полка. Участвовал в боях на территории Германии. Демобилизовался в звании лейтенанта и вернулся в Донецкую область.
Работал на должности управляющего отделением  и секретарем партийной организации совхоза «Новый Донбасс», а с 1953 года был его председателем. После укрупнения и объединения трех колхозов в один он получил имя В.И. Ленина, который он возглавил. Колхоз имел 3522 гектара сельскохозяйственных угодий, в том числе 2852 гектара пашни. Земли имели низкий уровень плодородия, в-основном суглинки, с сильно расчленённым рельефом. Активно способствовал расширению орошаемых земель, площадь которых к 1971 году достигла 720 гектаров, организовывал противоэрозионные работы. Было построено 39 водозащитных валов, 6 земельных и 11 каменных дамб, три водосброса. В 1970 году колхоз, несмотря на неблагоприятные погодные условия, получил по 24,8 центнера зерновых и 18,2 центнера подсолнуха с гектара, 20 центнеров ячменя. К 1970 году производство молока увеличилось на 10 тонн, а поголовье свиней возросло до 1296 (вместо 750 в 1966 году). 8 апреля 1971 года «за выдающиеся успехи, достигнутые в развитии сельскохозяйственного производства и выполнение пятилетнего плана продажи государству продуктов земледелия и животноводства» был удостоен звания Героя Социалистического Труда. Занимал должность председателя колхоза вплоть до выхода на пенсию.

## Награды
Яков Леонтьевич Бията был удостоен следующих наград и званий:
- Звание Герой Социалистического Труда (8 апреля 1971);

- Золотая медаль «Серп и Молот» (8 апреля 1971 — № 15726);
- Орден Ленина (8 апреля 1971 — № 377092);

- Орден Отечественной войны 1-й степени (11 марта 1985)[1];
- Орден Отечественной войны 2-й степени (15 мая 1945)[2];
- 2 ордена Трудового Красного Знамени (26 февраля 1958 и 19 апреля 1967);
- Почётная грамота Президиума Верховного Совета УССР;
- Медали ВДНХ;
- прочие медали.